# Extractor Soxhlet

Representació esquemàtica d'un extractor Soxhlet
1: Agitador
2: Matràs
3: Via de destil·lació
4: Didal
5: Sòlid
6: Sifó superior
7: Sortida del sifó
8: Adaptador d'expansió
9: Condensador
10: Entrada del circuit de refrigeració
11: Sortida del circuit de refrigeració

Un extractor Soxhlet és un aparell que permet fer extraccions d'una mostra sòlida amb un dissolvent líquid a reflux i en continu. Fou inventat el 1879 pel químic alemany Franz Ritter von Soxhlet.
L'extractor Soxhlet consta de tres parts connectades:
- En la part inferior hi ha un matràs on es posa el dissolvent.
- En la part intermèdia hi ha un recipient on es col·loca la substància de la qual es vol extreure un dels seus components. Està connectat al matràs per dos tubs: Un tub que transporta el vapor, produït en escalfar el matràs, fins a la part superior del recipient. L'altre tub, més estret, surt de la part inferior, primer puja i després baixa fins al matràs formant un sifó.
- En la part superior hi ha un refrigerant de reflux on condensen els vapors del dissolvent que cauran sobre la substància.

El seu funcionament es basa en el fet que, a mesura que es continua escalfant el matràs inferior amb una manta calefactora, el component que es vol extreure (soluble en el dissolvent i menys volàtil que aquest) es va concentrant progressivament en el matràs inferior fins a extreure's completament.

## Història
William B. Jensen assenyalà que el primer exemple d'un extractor continu és l'evidència arqueològica d'un extractor de Mesopotàmia d'aigua calenta per a la matèria orgànica que data d'aproximadament 3500 abans de Crist. Abans de Franz von Soxhlet, el químic francès Anselme Payen també fou pioner en l'extracció contínua en la dècada de 1830.